# Herb gminy Świekatowo
Herb gminy Świekatowo – jeden z symboli gminy Świekatowo, ustanowiony 14 stycznia 2005.

## Wygląd i symbolika
Herb przedstawia na tarczy koloru błękitnego złotą koronę, z której wyłania się srebrna głowa orła ze złotym dziobem. Nad nimi umieszczono dwie srebrne lilie heraldyczne.